# Реденсан (Пара)

Реденсан на карте штата.

Реденсан (порт. Redenção) — муниципалитет в Бразилии, входит в штат Пара. Составная часть мезорегиона Юго-восток штата Пара. Входит в экономико-статистический микрорегион Реденсан. Население составляет 75 556 человек на 2010 год. Занимает площадь 3823,809 км². Плотность населения — 19,76 чел./км².
Праздник города — 13 мая.

## История
Город основан в 1982 году.

## Демография
Согласно сведениям, собранным в ходе переписи 2010 г. Национальным институтом географии и статистики (IBGE), население муниципалитета составляет:
| Полное население                               | Полное население                               | Полное население                               | Полное население                               | 75 556 |
| ---------------------------------------------- | ---------------------------------------------- | ---------------------------------------------- | ---------------------------------------------- | ------ |
| в том числе:                                   | Городское население                            | 60 041                                         | Процент городского населения, %                | 92,73  |
|                                                | Сельское население                             | 14 491                                         | Процент сельского населения, %                 | 7,27   |
|                                                | Мужское население                              | 32 016                                         | Процент мужского населения, %                  | 49,31  |
|                                                | Женское население                              | 33 540                                         | Процент женского населения, %                  | 51,69  |
| Плотность населения, чел/км²                   | Плотность населения, чел/км²                   | Плотность населения, чел/км²                   | Плотность населения, чел/км²                   | 19,76  |
| Население муниципалитета в % к населению штата | Население муниципалитета в % к населению штата | Население муниципалитета в % к населению штата | Население муниципалитета в % к населению штата | 1,00   |

По данным оценки 2015 года, население муниципалитета составляет 79 247 жителей.

## Статистика
- Валовой внутренний продукт на 2003 год составляет 369 909 123,00 реалов (данные: Бразильский институт географии и статистики).
- Валовой внутренний продукт на душу населения на 2003 год составляет 5437,12 реалов (данные: Бразильский институт географии и статистики).
- Индекс развития человеческого потенциала на 2000 год составляет 0,744 (данные: Программа развития ООН).

## Важнейшие населенные пункты
| № | Населённый пункт | Населённый пункт (порт.) | Категория | Население чел. (2010) | На карте                       |
| - | ---------------- | ------------------------ | --------- | --------------------- | ------------------------------ |
| 1 | Реденсан         | Redenção                 | город     | 70 065                | 8°02′19″ ю. ш. 50°01′47″ з. д. |
| 2 | Мата-Жерал       | Mata Geral               | поселок   | 309                   | 7°55′20″ ю. ш. 50°25′07″ з. д. |
| 3 | Нова-Глория      | Nova Glória              | поселок   | 108                   | 8°13′19″ ю. ш. 50°00′52″ з. д. |